# هوني كريك (مقاطعة سوك)
هوني كريك، مقاطعة سوك (بالإنجليزية: Honey Creek, Sauk County, Wisconsin)‏ هي بلدة تقع بولاية ويسكونسن في الولايات المتحدة. تبلغ مساحتها 123.2 (كم²)، وترتفع عن سطح البحر 341 م، بلغ عدد سكانها 736 نسمة في عام 2000 حسب إحصاء مكتب تعداد الولايات المتحدة وتصل الكثافة السكانية فيها 6 نسمة/كم2.

## أعلام
- ايمانويل إل. فيليب

## وصلات خارجية
- The US50 - Cities and Towns in Wisconsin State
- Wisconsin Cities and Towns, Facts, Map, Flag, Colleges, Government, and More